# Frog Taurus
Frog Taurus är ett svenskt arbets- och dykfartyg, som byggdes 1983 på Strandby Værft & Bedding, Strandby, i Danmark och ombyggt 1993 och 2003.
Fartyget byggdes som Taurus för Frog Dyk AB i Göteborg. Hon såldes 2008 till Mårdling & Gullberg Holding, AB, Göteborg. Efter konkurs 2011 köptes hon av Gotlex Lager AB i Göteborg.
Frog Taurus seglar sedan 2020 för Stockholms Vattenentreprenader AB (Sventab).

## Bilder

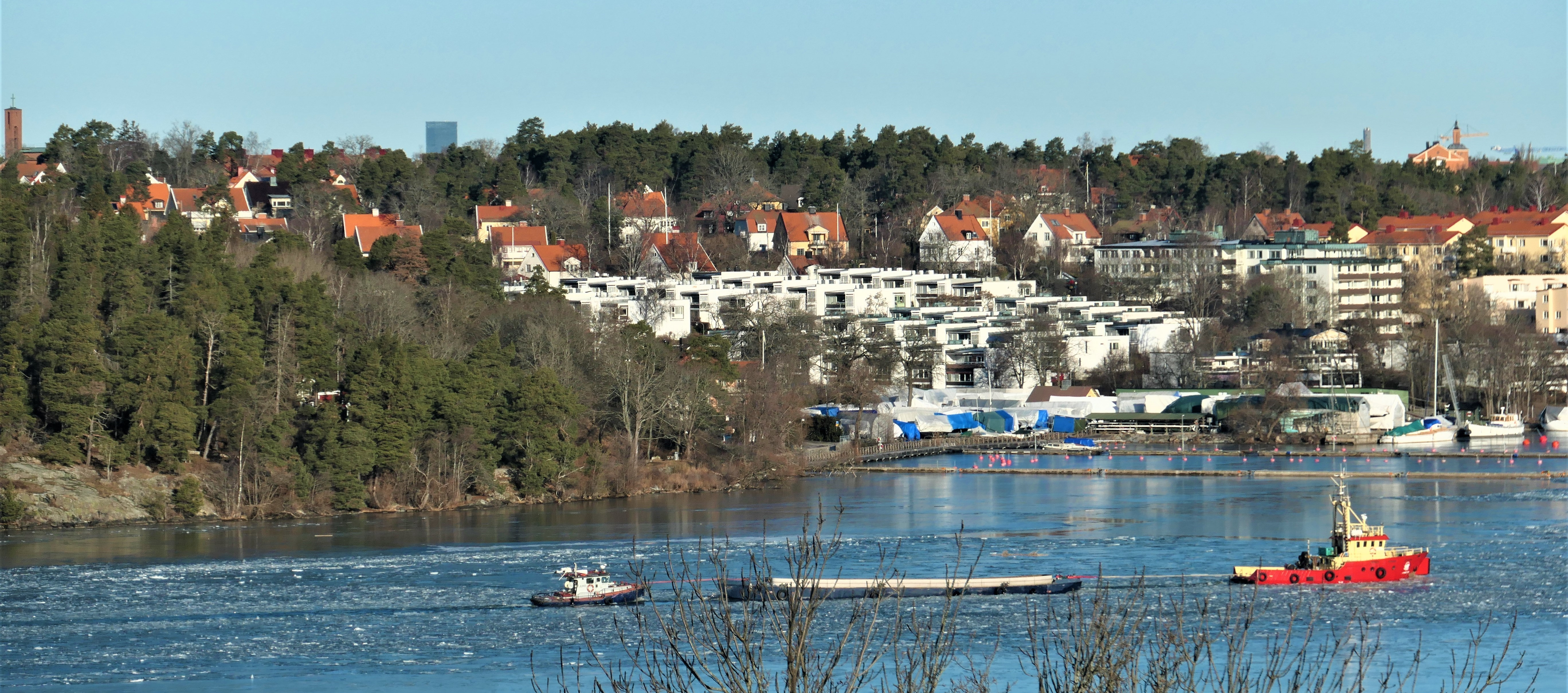
Frog Taurus och Juho passerar Smedslätten i Bromma, 2022.